# نییرتلک
نییرتلک (به مجاری:  Nyírtelek) یک منطقهٔ مسکونی در مجارستان است که در سابولچ-ساتمار-برگ واقع شده‌است. نییرتلک ۶۷٫۹۲ کیلومتر مربع مساحت و ۷٬۱۱۴ نفر جمعیت دارد.